# Frans Antoon Rouffs
Frans Antoon Rouffs (Geldern, 27 januari 1747 - Horst, 15 september 1808) was een Nederlands burgemeester. Hij bekleedde dit ambt voor de gemeente Horst van 1801 tot aan zijn dood in 1808. Eerder was hij vanaf 1777 achtereenvolgens gemeentesecretaris van de gemeenten: Horst, Broekhuizen en Swolgen. Ook was hij vanaf 1784 enkele jaren scholtis (schout) van Grubbenvorst.